# A72高速公路
A72高速公路是法国的一条高速公路，由Autoroutes du Sud de la France（ASF）运营，连接克莱蒙费朗和圣艾蒂安。A72被认为是法国最曲折的一条高速公路之一，超过35 km（22 mi）的路段限速在110 km/h以下。